# Миротворец (фильм Форестье)
Это статья о фильме с Дольфом Лундгреном. Об одноимённом фильме 1997 г. с Джорджем Клуни см. «Миротворец»
«Миротворец» (англ. The Peacekeeper) — боевик 1997 года режиссёра Фредерика Форестье.

## Сюжет
Майор ВВС США Фрэнк Кросс получил новое  назначение — охранять ядерный чемоданчик президента. Однако террористическая группа из военных крадет президентский персональный компьютер связи и угрожает ядерным взрывом на территории США. Группой террористов руководит подполковник Мёрфи, чьё подразделение было уничтожено по приказу президента, тогда бывшего генералом. Кроссу удаётся проследить за террористами, и он предпринимает всё возможное, чтобы предотвратить  запуск ядерных ракет, ликвидировать террористов и спасти Вашингтон от уничтожения.

## В ролях
- Дольф Лундгрен — майор Фрэнк Кросс
- Рой Шайдер — президент Роберт Бейкер
- Майкл Саразин — подполковник Даглас Мёрфи
- Монтель Уильямс — подполковник Нортруп
- Кристофер Хейердал — Хеттингер
- Аллен Олтмэн — МакГарри
- Мартин Неуфелд — Дэкер
- Моника Шнарре — Джэйн
- Тим Пост — Нельсон
- Карл Алакки — Холбрук
- Фил Чи — Конг
- Серж Уд — министр обороны

## Съёмки фильма
Фильм снят в Монреале (Квебек, Канада).